# Pasig
Pasig è una città componente delle Filippine, ubicata nella Regione Capitale Nazionale.
Pasig è formata da 30 baranggay:
- Bagong Ilog
- Bagong Katipunan
- Bambang
- Buting
- Caniogan
- Dela Paz
- Kalawaan
- Kapasigan
- Kapitolyo
- Malinao
- Manggahan
- Maybunga
- Oranbo
- Palatiw
- Pinagbuhatan

- Pineda
- Rosario
- Sagad
- San Antonio
- San Joaquin
- San Jose
- San Nicolas (Poblacion)
- San Miguel
- Santa Cruz
- Santa Lucia
- Santa Rosa
- Santo Tomas
- Santolan
- Sumilang
- Ugong